# Suite pour orgue (Séverac)
Pour l’article homonyme, voir Suite pour orgue.
La Suite en mi est une suite pour orgue, composée par Déodat de Séverac en 1901.

## Composition
Déodat de Séverac compose sa Suite en mi mineur pour orgue en 1901. La partition, éditée par les éditions de la Schola Cantorum, la même année, est dédiée à Alexandre Guilmant qui était l'un de ses maîtres dans cet établissement.

## Présentation
L'œuvre, d'esprit traditionnel, est en quatre mouvements :
1. Prélude — Andante (très calme) à deux temps (noté ) ;
2. Choral et Variations — Lent à quatre temps (noté ) ;
3. Fantaisie pastorale — Sans lenteur à 
 ;
4. Final (fugue) — Andantino à quatre temps (noté ).

La Suite pour orgue est créée par Georges Ibos le 22 mars 1902 à la Société nationale de musique, dans la Salle de la Schola Cantorum, sur l'orgue Mutin récemment inauguré de l'institution.
Pour Pierre Guillot, « avec sa grande Suite en mi, Déodat de Séverac atteint au chef-d'œuvre ». L'organiste et musicologue constate que la partition est tourmentée, poignante et humaine, empreinte d'une « immense nostalgie et un profond tragique » car « conçue en grande partie durant l'hiver 1897-98 marqué par les secousses morales que causèrent [à Séverac], à quelques semaines de distance, la mort d'un père vénéré et celle d'une sœur chérie ». 
Guillot relève aussi dans la partition la science du contrepoint du compositeur, qui démontre que « le vieux, l'archaïque, l'austère contrepoint n'est pas une langue morte ; qu'en un temps d'inflation et de chimie harmoniques, ses ressources expressives ne sont pas surannées ».

## Discographie
- Déodat de Séverac, L'Œuvre pour orgue (intégrale des œuvres pour orgue), Pierre Guillot (orgues Cavaillé-Coll de l'Église Saint-François-de-Sales de Lyon, 1979) CD Erato / distribution Warner Music (2009[9])
- Déodat de Séverac, La lyre de l’âme (l'œuvre pour orgue et motets pour chœur et orgue), Olivier Vernet (orgue), Maîtrise de garçons de Colmar, Arlette Steyer (dir.), CD Ligia 0104244-12 / distribution Harmonia Mundi (2011-2012[9])[10]

### Ouvrages généraux
- François Sabatier, « Déodat de Séverac », dans Gilles Cantagrel (dir.), Guide de la musique d'orgue, Paris, Fayard, coll. « Les Indispensables de la musique », 1991, 840 p. (ISBN 2-213-02772-2), p. 723-724.

### Monographies
- Jean-Bernard Cahours d'Aspry, Déodat de Séverac, musicien de lumière. Sa vie, son œuvre, ses amis (1872-1921), Atlantica-Séguier, coll. « Carré Musique », 2001, 145 p. (ISBN 978-2-84049-235-1).
- Pierre Guillot, Déodat de Sévérac : musicien français, Paris, L'Harmattan, 2010, 354 p. (ISBN 978-2-296-13156-9, présentation en ligne).